# Sony Alpha 9 II
Die Sony Alpha 9 II (intern ILCE-9M2, Interchangeable Lens Camera with E-mount) ist eine spiegellose Systemkamera des japanischen Herstellers Sony. Sie gehört zur α-Baureihe mit Vollformat-Bildsensoren und ist seit ihrer Markteinführung Ende 2019 für einen Listenpreis von 5.399 Euro erhältlich. Sony richtet sich mit dieser Kamera an professionelle Fotografen.

## Technische Merkmale

### Bildsensor und -prozessor
Die Sony Alpha 9 II ist mit einem rückwärtig belichteten, mehrschichtigen (engl. stacked) CMOS-Bildsensor der Reihe EXMOR RS im Kleinbildformat (35,6 mm × 23,8 mm) mit einer Auflösung von 24,2 Megapixeln, was Bilder in einer Größe von 6.000 × 4.000 Pixeln ermöglicht. Der Bildsensor hat insgesamt etwa 28,3 Megapixel. Die zusätzlichen Pixel werden für andere Zwecke als zur Erzeugung des sichtbaren Bildes genutzt, etwa zu Objektivkompensationen wie Schattenaufhellung und Verzeichnungskorrektur. Der Pixelpitch beträgt 5,9 µm und der Formatfaktor 1,0 bei einem Seitenverhältnis von 3:2.
Die Kamera nutzt den Bildprozessor BIONZ X, der unter anderem über eine Technologie zur Detailwiedergabe und Beugungsreduzierung, eine bereichsspezifische Rauschunterdrückung und 16-Bit-Bildverarbeitung mit 14-Bit-Rohdatenausgabe sowie einen feststellbaren Autofokus und Objektverfolgung verfügt. Zusätzlich spielt das als Koprozessor genutzte Front-End-LSI (Large Scale Integration) eine entscheidende Rolle, indem es die Datenübertragung zwischen Sensor und Prozessor optimiert. Diese Integration ermöglicht nicht nur eine beschleunigte Verarbeitungsgeschwindigkeit, sondern unterstützt auch Funktionen wie den schnellen Autofokus und die fortschrittliche Objektverfolgung.
Die Kamera unterstützt die Dateiformate RAW (14 Bit) und JPEG. Die Aufnahme in RAW mit 14 Bit beschreibt unkomprimierte RAW-Dateien; wahlweise kann auch mit 12 Bit aufgenommen werden. Die Aufnahmebereitschaft der Kamera beträgt 1,96 Sekunden und die Auslöseverzögerung liegt bei 0,14 Sekunden im Einzelpunkt-AF bzw. 0,01 Sekunden im manuellen Fokus. Aufgrund des schnellen Auslesens des Bildsensors ist der Rolling-Shutter-Effekt bei Nutzung des elektronischen Verschlusses praktisch beseitigt.

### Autofokus und Serienaufnahmen
Die Kamera ist mit einem hybriden Autofokus-System (AF) ausgestattet, das 693 Phasenvergleichspunkte und 425 Kontrastmesspunkte auf dem Sensor umfasst, die rund 93 % des Bildbereichs abdecken. Dies ermöglicht eine schnelle und präzise Fokussierung über einen Bereich von EV -3 bis EV 20. Die Kamera unterstützt verschiedene Autofokusmodi, darunter Einzelbild-AF, Serienaufnahmen-AF, Gesichtserkennung für Menschen und Tiere und Eye-Tracking. Pro Sekunde erfolgen bis zu 60 AF-Berechnungen. Dank des schnellen und präzisen Autofokussystems ist die Kamera in der Lage, sich bewegende Motive schnell und genau zu erfassen. Dies wird durch die verbesserte Augen- und Gesichtserkennung weiter unterstützt, die auch bei schwierigen Lichtverhältnissen zuverlässig arbeitet. Dabei kann zwischen linkem und rechten Auge gewechselt werden.
Die Sony Alpha 9 II bietet eine Serienbildgeschwindigkeit von bis zu 20 Bildern pro Sekunde, wobei der elektronische Sucher keine Blackout-Effekte verursacht, sich währenddessen also nicht verdunkelt oder ausschaltet. Dies eignet sie besonders für Sport-, Tier- und Reportagefotografie geeignet. Der Pufferspeicher ermöglicht Serienaufnahmen von bis zu 239 Bildern im RAW- oder 361 Bildern im JPEG-Format.

### Belichtung und Verschluss

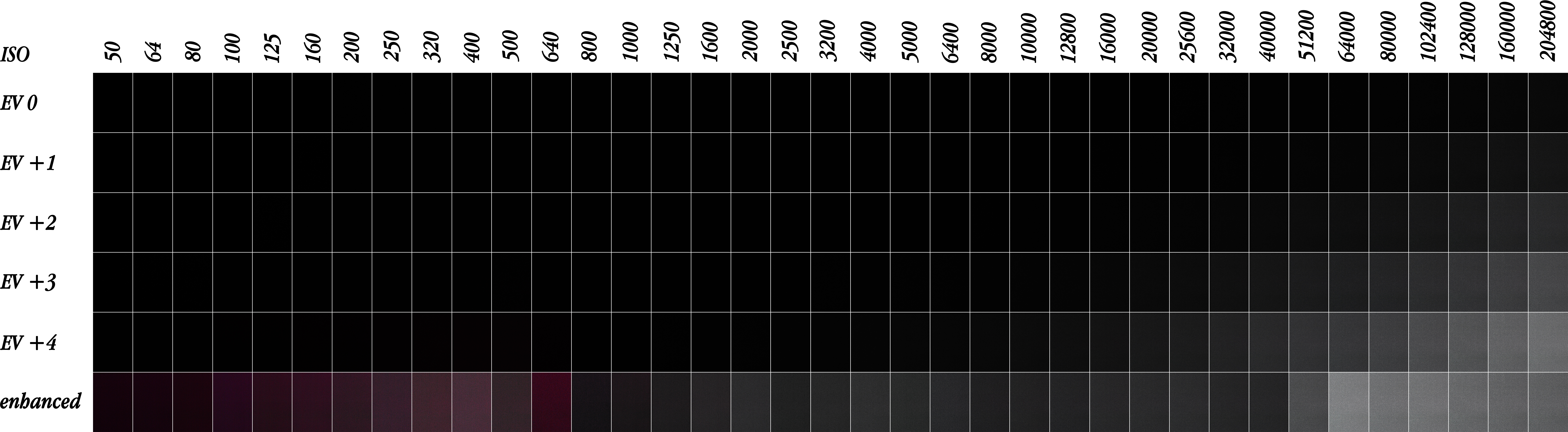
Bildrauschen bei ISO 50–204.800

Die Belichtungsmessung erfolgt TTL mit mehreren Optionen wie Mehrfeldmessung, mittenbetonte Integralmessung, Spotmessung, Durchschnittsmessung und Lichtermessung. Die Belichtung kann automatisch oder manuell geregelt werden, mit einer Korrektur von ± 5 LW in 1/3- oder 1/2-Stufen.
Der Verschluss ist ein elektronisch gesteuerter, vertikal ablaufender Schlitzverschluss, alternativ ist auch ein vollelektronischer Verschluss verfügbar. Die Verschlusszeiten reichen von 1/8.000 (mechanisch) bzw. 1/32.000 (elektronisch) bis 30 Sekunden, einschließlich BULB. Der Belichtungsindex reicht von ISO 100 bis 51.200, erweiterbar auf ISO 50 bis 204.800. Der mechanische Verschluss wurde auf eine Lebensdauer von über 500.000 Auslösezyklen getestet.
Die Kamera verfügt über einen 5-Achsen-bildstabilisierten Sensor, der laut CIPA-Standard eine Stabilisierung von 5,5 Blendenstufen bietet.

### Display und Sucher
Die Kamera ist mit einem klappbaren LCD-Bildschirm (Touchscreen) mit einer Größe von 7,5 cm (3,0 Zoll) und einer Auflösung von 1.440.000 Pixeln ausgestattet. Der Bildschirm lässt sich sowohl als Touchpanel als auch Touchpad bedienen. Touchpanel meint dabei Bedienungsvorgänge beim Live-View über den Bildschirm und Touchpad solche bei Nutzung des Suchers.
Der elektronische Sucher (EVF) ist mit einem Quad-VGA-OLED-Display ausgestattet, das 3.686.400 Pixel und ein Bildfeld von 100 % bietet, bei einer Vergrößerung von 0,78-fach. Er elektronische Sucher verfügt über eine hohe Bildwiederholrate von 120 Hz. Ein Dioptrienausgleich ist möglich von −4 bis +3 Dioptrien.

### Video
Die Sony Alpha 9 II bietet umfassende Videofunktionen für professionelle Anwendungen. Sie unterstützt das hochauflösende Format XAVC S mit verschiedenen Bitraten bis 100 MBit/s und Bildwiederholraten bis 30 Bildern pro Sekunde für 4K- und 120 Bildern pro Sekunde für Full-HD-Aufnahmen. Über HDMI ist sie mit dem xvYCC-Standard kompatibel und ermöglicht eine erweiterte Farbwiedergabe über TRILUMINOS Color. Zeitlupen- und Zeitrafferaufnahmen sind mit variablen Bildwiederholraten bis 120 Bildern pro Sekunde möglich. Die Videoaufnahmen erfolgen mit voller Pixelauslesung in 6K und anschließendem Downsampling sowie ohne Pixel-Binning, was zu detailreichen Videos führt.
Die Kamera bietet eine Vielzahl von Videoeinstellungen, einschließlich S-Log3 und Hybrid Log Gamma (HLG), die einen erweiterten Dynamikumfang und eine bessere Farbkorrektur ermöglichen. Zudem stehen Funktionen wie ein unkomprimierter HDMI-Ausgang, Timecode-Unterstützung und verbesserte Audioaufnahmemöglichkeiten zur Verfügung. Der HDMI-Ausgang unterstützt Formate bis zu 3840 × 2160 (30p/25p) und 1920 × 1080 (60p/50p). Darüber hinaus werden Proxy-Aufnahmen unterstützt; dabei handelt es sich um neben der hochauflösenden Videodatei in 1280 × 720 Pixel (9 MBit/s) komprimierte Dateiversionen, die dazu dienen, bestimmte Bearbeitungsprozesse zu beschleunigen, da sie eine reibungslose Vorschau und schnelle Weiterverarbeitung ermöglichen, bevor die hochauflösenden Dateien eingebunden werden.

### Zubehör
An der Sony Alpha 9 II können alle Objektive mit dem E-Bajonett (E-Mount) verwendet werden. Für die Nutzung von Objektiven des älteren A-Bajonetts (A-Mount) bietet Sony mehrere Adapterhalterungen an. Die Adapterhalterungen unterscheiden sich primär in der Sensorunterstützung sowie im Autofokus: Der LA-EA1 ist ausschließlich für APS-C-Sensoren ausgelegt, während der LA-EA3 sowohl APS-C- als auch Vollformatsensoren unterstützt. Beide Adapter nutzen einen Phasenvergleichs- oder Kontrastautofokus-AF, unterstützen Autofokus jedoch nur bei SAM/SSM-Objektiven in der Standbildaufnahme. In der Filmaufnahme funktioniert der Autofokus nur, wenn der Auslöser halb gedrückt wird. Ähnlich verhält es sich mit dem LA-EA2 und LA-EA4, die jedoch auch für Vollformatsensoren geeignet sind. Beide ermöglichen Serienaufnahmen mit AF/AE und beinhalten einen eingebauten Phasenvergleichs-AF-Sensor und -Motor, der sowohl SAM/SSM-Objektive als auch solche mit Stangenantrieb unterstützt. Der LA-EA5 kombiniert die beiden Gruppen, indem er APS-C- und Vollformatsensoren unterstützt und einen eingebauten Phasenvergleichs-AF-Sensor und -Motor bietet. Er ermöglicht Serienaufnahmen mit AF/AE und Autofokus bei allen Objektiven des A-Bajonetts. Er hebt sich zudem durch seinen kompakten, zylindrischen Aufbau hervor. Augen-AF wird vom LA-EA1, LA-EA3 und LA-EA5 unterstützt. Bei Nutzung von APS-C-Objektiven lässt sich die Kamera wahlweise automatisch oder manuell in den APS-C-Modus schalten, wodurch ein APS-C entsprechender Bildausschnitt des Sensors genutzt wird.
Mit dem Vertikalgriff VG-C4EM kann die Kamera mit zwei Akkus betrieben und im Hochformat vereinfacht bedient werden. Mit Blick auf die Stromversorgung wurden ein Akkuadaptersatz für bis zu vier Akkus (NPA-MQZ1K) sowie ein USB-Netzteil (AC-UB10) und -Ladegerät (AC-UD10) vorgestellt. Blitzgeräte, Lampen und sonstiges Zubehör können über den Zubehörschuh (Multi-Interface-Adapterschuh) genutzt werden.

### Sonstiges
Die Sony Alpha 9 II ist mit einem Anti-Flimmer-System ausgestattet, das automatisch Flimmern von künstlichem Licht erkennt, das bei bestimmten Lichtquellen wie Leuchtstofflampen auftreten kann. Durch diese Erkennung passt die Kamera ihre Verschlusszeit an, um das Flimmern zu minimieren, was zu gleichmäßig belichteten Bildern führt. Zudem bietet die Kamera eine spezielle Funktion zur Vermeidung von Hochfrequenzflimmern. Dies ist besonders nützlich bei Aufnahmen in Umgebungen mit LED-Lichtquellen oder anderen Lichtquellen, die mit hoher Frequenz flimmern. Das System sorgt dafür, dass selbst bei schnellen Serienaufnahmen und Videoaufnahmen keine störenden Flimmereffekte auftreten.
Als Speichermedien können zwei SD-, SDHC- oder SDXC-Karten (UHS I/II) genutzt werden. Die Datenschnittstellen umfassen USB 3.2 Gen 1, Gigabit-LAN, NFC, WLAN (2,4 und 5 GHz) sowie Bluetooth 4.1. Für Videoaufnahmen steht ein HDMI (Typ D) Anschluss mit unkomprimiertem Videoausgang zur Verfügung. Darüber hinaus bietet sie mit der Unterstützung von FTP bzw. FTPS die Möglichkeit, JPEG- und RAW-Dateien im Hintergrund an FTP-Server zu übertragen.
Smartphones und Tablets können sich über die App Imaging Edge Mobile mit der Kamera verbinden. Dies ermöglicht unter anderem die ferngesteuerte Bedienung der Kamera sowie die Übertragung von Fotos. Bei Nutzung des mobilen Gerätes als GPS-Empfänger können den Fotos Standortdaten hinzugefügt werden. Die Verbindung erfolgt mithilfe eines QR-Codes oder über WLAN mit NFC bzw. mit SSID und Kennwort. Standortinformationen werden über Bluetooth übertragen.
Die Kamera unterstützt die Farbräume sRGB und Adobe RGB und bietet sowohl automatischen als auch manuellen Weißabgleich. Sie bietet verschiedene Betriebsarten wie Einzelbild, Serienaufnahmen, Belichtungsreihen, Selbstauslöser und Videoaufnahmen.
Das Gehäuse der Kamera besteht aus einer Magnesiumlegierung und hat die Abmessungen 128,9 × 96,4 × 77,5 mm bei einem Gewicht von 678 g (einschließlich Akku und zwei Speicherkarten). Die Stromversorgung erfolgt über einen NP-FZ100 Lithium-Ionen-Akku. Darüber hinaus können die Akkus über die USB-Buchsen in der Kamera geladen werden und die Stromversorgung der Kamera kann ebenfalls über USB erfolgen.

## Veränderungen gegenüber dem Vorgängermodell
Die Kamera ist die Nachfolgerin der Sony Alpha 9 und bringt mehrere Veränderungen. Der Autofokus der Sony Alpha 9 II ist schneller und präziser, mit einer verbesserten Erkennung und Verfolgung von Motiven. Zudem verfügt die Kamera über eine optimierte Augen- und Gesichtserkennung, die sowohl für Menschen als auch für Tiere funktioniert. Sie ist mit einer verbesserten 5-Achsen-Bildstabilisierung ausgestattet, die eine Kompensation von bis zu 5,5 Blendenstufen ermöglicht. Der elektronische Verschluss schafft bei beiden Modellen 20 Bilder pro Sekunde, bei der Sony Alpha 9 II wurde der mechanische Verschluss dahingehend verbessert, dass er 10 Bilder pro Sekunde ermöglicht. Darüber hinaus besteht die Möglichkeit, Bilddateien bis zu 60-sekündige Sprachaufnahmen als WAV-Datei beizufügen.
Die Konnektivität der Kamera wurde ebenfalls verbessert. So verfügt sie über eine integrierte LAN-Schnittstelle für eine schnellere Datenübertragung und bietet verbesserte drahtlose Konnektivitätsoptionen, einschließlich 2,4 und 5 GHz Wi-Fi. Ein USB 3.2 Gen 1 (Typ C) Anschluss ermöglicht schnellere Datenübertragungen und Tethering-Möglichkeiten.
In Bezug auf die Bauweise hat die Sony Alpha 9 II ein robusteres Gehäuse mit verbesserter Wetterfestigkeit. Überarbeitete Tasten und Drehregler sorgen für eine bessere Bedienbarkeit und Langlebigkeit. Die Videofunktionen wurden ebenfalls erweitert, mit verbesserten Einstellmöglichkeiten und verbesserter Audioqualität sowie Unterstützung für höhere Bitraten bei Videoaufnahmen. Die Ergonomie der Kamera wurde durch einen tieferen Griff für besseren Halt und eine überarbeitete Tastenanordnung für eine intuitivere Bedienung verbessert.

## Rezeption
Die Sony Alpha 9 II wurde von der Fachpresse überwiegend positiv aufgenommen, insbesondere ihre Leistungsfähigkeit und Vielseitigkeit in verschiedenen Einsatzbereichen haben lobende Anerkennung gefunden. Besonders hervorgehoben wurde ihre herausragende Geschwindigkeit und Präzision des Autofokussystems, die sie besonders für Sport-, Tier- und Reportagefotografie prädestinieren. Die Fähigkeit, Serienaufnahmen mit bis zu 20 Bildern pro Sekunde bei kontinuierlichem AF/AE-Tracking zu machen, ohne dass der elektronische Sucher dabei dunkel wird, ermöglicht es, selbst bei schnell bewegten Motiven und in dynamischen Situationen entscheidende Momente äußerst präzise festzuhalten. Die Bildqualität der Alpha 9 II wurde vielfach gelobt, dank ihres rückwärtig belichteten CMOS-Sensors, der feinste Details und lebendige Farben in einer Vielzahl von Lichtverhältnissen einfängt. Sowohl bei Tageslicht als auch bei schlechten Lichtverhältnissen liefert die Kamera beeindruckende Ergebnisse, die den Anforderungen professioneller Fotografen gerecht werden. Das robuste Gehäuse aus Magnesiumlegierung und die wetterfesten Dichtungen sorgen dafür, dass die Sony Alpha 9 II unter unterschiedlichsten Bedingungen zuverlässig arbeitet und auch in anspruchsvollen Umgebungen wie Regen, Staub und Kälte hervorragende Leistung zeigt.